# Th!s !s i☆Ris!!
『Th!s !s i☆Ris!!』（ディス イズ アイリス!!）は、i☆Risの2枚目のオリジナルアルバム。2016年4月20日にDIVE II entertainmentから発売された。

## 概要
i☆Risの2枚目のアルバム。当初は、2016年4月13日発売予定だったが、アルバム制作進行上の都合を理由に、発売日を4月20日に変更された。
CD+Blu-ray盤とCD+DVD盤には2015年11月8日に豊洲PITにて開催された『i☆Ris 3rd Anniversary LIVE 〜GALAXY〜』が収録されている。
CD+Blu-ray盤, CD+DVD盤, CD盤の3形態を同時購入すると、特典で『i☆Risメンバーによる座談会DVD2016』を一部店舗のみ配布される。

## 収録曲
1. ドリームパレード[3:53]
作詞：渡辺徹・森月キャス、作曲・編曲：渡辺徹
  - テレビ東京系アニメ『プリパラ』2ndシーズン第1クール、第2クールオープニングテーマ
2. ブライトファンタジー[3:42]
作詞：オノダヒロユキ、作曲・編曲：板倉孝徳
  - テレビ東京系アニメ『プリパラ』2ndシーズン第3クールオープニングテーマ
3. YuRuYuRuハッピーデイズ[4:25]
作詞：Mio Aoyama、作曲：丸山真由子、編曲：日比野裕史
4. Over the future[4:02]
作詞・作曲・編曲：金崎真士
山北早紀と芹澤優の二人での歌唱となっている。
5. Secret Garden[4:17]
作詞・作曲・編曲：設楽哲也
久保田未夢と茜屋日海夏、澁谷梓希の三人での歌唱となっている。
6. My Bright…[3:50]
作詞：宮嶋淳子・hisakuni、作曲・編曲：hisakuni
若井友希ソロでの歌唱となっている。
7. 鉄腕ガール[3:41]
作詞：川村サイコ、作曲・編曲：平出悟
8. Vampire Lady[3:19]
作詞・作曲・編曲：hisakuni
エドヴァルド・グリーグ作曲の『ペール・ギュント』第1組曲から「山の魔王の宮殿にて」の一部が引用されている。
9. Fanfare[4:31]
作詞：平朋崇、作曲・編曲：EFFY
10. Goin'on[4:38]
作詞・作曲・編曲：KOH
  - テレビ東京系アニメ『プリパラ』2ndシーズン第4クールオープニングテーマ
11. Raspberry night[4:37]
作詞：平朋崇、作曲：光増ハジメ、編曲：EFFY

### 初回限定盤映像
2015/11/8 i☆Ris 3rd Anniversary LIVE 〜GALAXY〜豊洲PIT (部分収録）
1. オープニング
2. ブライトファンタジー
3. 幻想曲WONDERLAND
4. Color
5. Dream☆Land
6. i☆Doloid
7. ミラクル☆パラダイス
8. Defy the fate
9. NEXTAGE
10. ドリームパレード
11. §Rainbow
12. Make it!
13. ユメノツバサ
14. EN1.Happy New World☆
15. EN2.ハチャメチャ×ストライク
16. EN3.Realize!

・i☆Ris 3rd Anniversary LIVE 〜GALAXY〜 豊洲PIT Off Shot Movie (CD+Blu-ray盤のみ)
・i☆Ris 結成3周年イベント 竹芝ニューピアホール Off Shot Movie (CD+DVD盤のみ)